# Disha Patani
Disha Patani (Índia, 1992) és una actriu índia que treballa principalment a pel·lícules en hindi. Patani va començar la seva carrera d'actriu amb la pel·lícula telugu Loafer (2015) i va tenir la seva primera pel·lícula hindi amb el biopic M.S. Dhoni: The Untold Story (2016), pel qual va guanyar el Premi IIFA al Debut Femení Estrella de l'Any. Després d'aparèixer a la comèdia d'acció xinesa Kung Fu Yoga (2017), Patani ha interpretat la protagonista a les pel·lícules Baaghi 2 (2018), Malang (2020) i Ek Villain Returns (2022). Ha aparegut a la llista de Celebrity 100 de Forbes India del 2019.

## Filmografia
| Any  | Títol                        | Ref(s)      |
| ---- | ---------------------------- | ----------- |
| 2015 | Loafer                       |             |
| 2016 | M.S. Dhoni: The Untold Story |             |
| 2017 | Kung Fu Yoga                 |             |
| 2018 | Welcome to New York          |             |
| 2018 | Baaghi 2                     | [ 3 ]       |
| 2019 | Bharat                       | [ 4 ]       |
| 2020 | Malang                       | [ 5 ]       |
| 2020 | Baaghi 3                     | [ 6 ]       |
| 2021 | Radhe                        | [ 7 ]       |
| 2022 | Ek Villain Returns           | [ 8 ] [ 9 ] |
| 2024 | Yodha                        | [ 10 ]      |
| 2024 | Kalki 2898 AD                | [ 11 ]      |
| 2024 | Kanguva                      | [ 12 ]      |
| 2024 | Welcome To The Jungle        | [ 13 ]      |